# Fromeréville-les-Vallons
Fromeréville-les-Vallons és un municipi francès situat al departament del Mosa i a la regió del Gran Est. L'any 2007 tenia 239 habitants.

## Demografia

### Població
El 2007 la població de fet de Fromeréville-les-Vallons era de 239 persones. Hi havia 76 famílies, de les quals 16 eren unipersonals (4 homes vivint sols i 12 dones vivint soles), 16 parelles sense fills, 36 parelles amb fills i 8 famílies monoparentals amb fills.
La població ha evolucionat segons el següent gràfic:
Habitants censats

### Habitatges
El 2007 hi havia 99 habitatges, 87 eren l'habitatge principal de la família, 2 eren segones residències i 10 estaven desocupats. Tots els 96 habitatges eren cases. Dels 87 habitatges principals, 73 estaven ocupats pels seus propietaris, 13 estaven llogats i ocupats pels llogaters i 1 estava cedit a títol gratuït; 1 tenia dues cambres, 5 en tenien tres, 26 en tenien quatre i 55 en tenien cinc o més. 74 habitatges disposaven pel capbaix d'una plaça de pàrquing. A 36 habitatges hi havia un automòbil i a 45 n'hi havia dos o més.

### Piràmide de població
La piràmide de població per edats i sexe el 2009 era:
| Homes | Edats   | Dones |
| ----- | ------- | ----- |
| 0     | 95 o +  | 0     |
| 0     | 90 a 94 | 0     |
| 0     | 85 a 89 | 0     |
| 0     | 80 a 84 | 0     |
| 0     | 75 a 79 | 4     |
| 4     | 70 a 74 | 8     |
| 4     | 65 a 69 | 0     |
| 4     | 60 a 64 | 4     |
| 4     | 55 a 59 | 4     |
| 4     | 50 a 54 | 12    |
| 8     | 45 a 49 | 12    |
| 16    | 40 a 44 | 12    |
| 8     | 35 a 39 | 16    |
| 8     | 30 a 34 | 4     |
| 12    | 25 a 29 | 8     |
| 8     | 20 a 24 | 8     |
| 4     | 15 a 19 | 8     |
| 16    | 10 a 14 | 12    |
| 8     | 5 a 9   | 16    |
| 12    | 0 a 4   | 4     |

## Economia
El 2007 la població en edat de treballar era de 163 persones, 119 eren actives i 44 eren inactives. De les 119 persones actives 108 estaven ocupades (64 homes i 44 dones) i 11 estaven aturades (5 homes i 6 dones). De les 44 persones inactives 10 estaven jubilades, 20 estaven estudiant i 14 estaven classificades com a «altres inactius».

### Ingressos
El 2009 a Fromeréville-les-Vallons hi havia 82 unitats fiscals que integraven 221 persones, la mediana anual d'ingressos fiscals per persona era de 18.072 €.

### Activitats econòmiques
Dels 12 establiments que hi havia el 2007, 2 eren d'empreses de construcció, 4 d'empreses de comerç i reparació d'automòbils, 1 d'una empresa financera, 2 d'empreses immobiliàries, 1 d'una empresa de serveis i 2 d'empreses classificades com a «altres activitats de serveis».
Dels 4 establiments de servei als particulars que hi havia el 2009, 1 era una lampisteria, 1 electricista, 1 perruqueria i 1 agència immobiliària.
L'únic establiment comercial que hi havia el 2009 era una carnisseria.
L'any 2000 a Fromeréville-les-Vallons hi havia 8 explotacions agrícoles que ocupaven un total de 1.075 hectàrees.

## Equipaments sanitaris i escolars
El 2009 hi havia una escola elemental integrada dins d'un grup escolar amb les comunes properes formant una escola dispersa.

## Poblacions més properes
El següent diagrama mostra les poblacions més properes.